# Urzica
Urzica is een Roemeense gemeente in het district Olt.
Urzica telt 2366 inwoners.